# Oenochroma vinaria
Espèce
Oenochroma vinaria est une espèce de lépidoptères (papillons) appartenant à la famille des Geometridae vivant dans la plus grande partie de l'Australie.

## Description
Il a une envergure de 50 à 70 mm.

## Biologie
Sa larve se nourrit sur des végétaux des genres Grevillea, Banksia et Hakea.

## Galerie

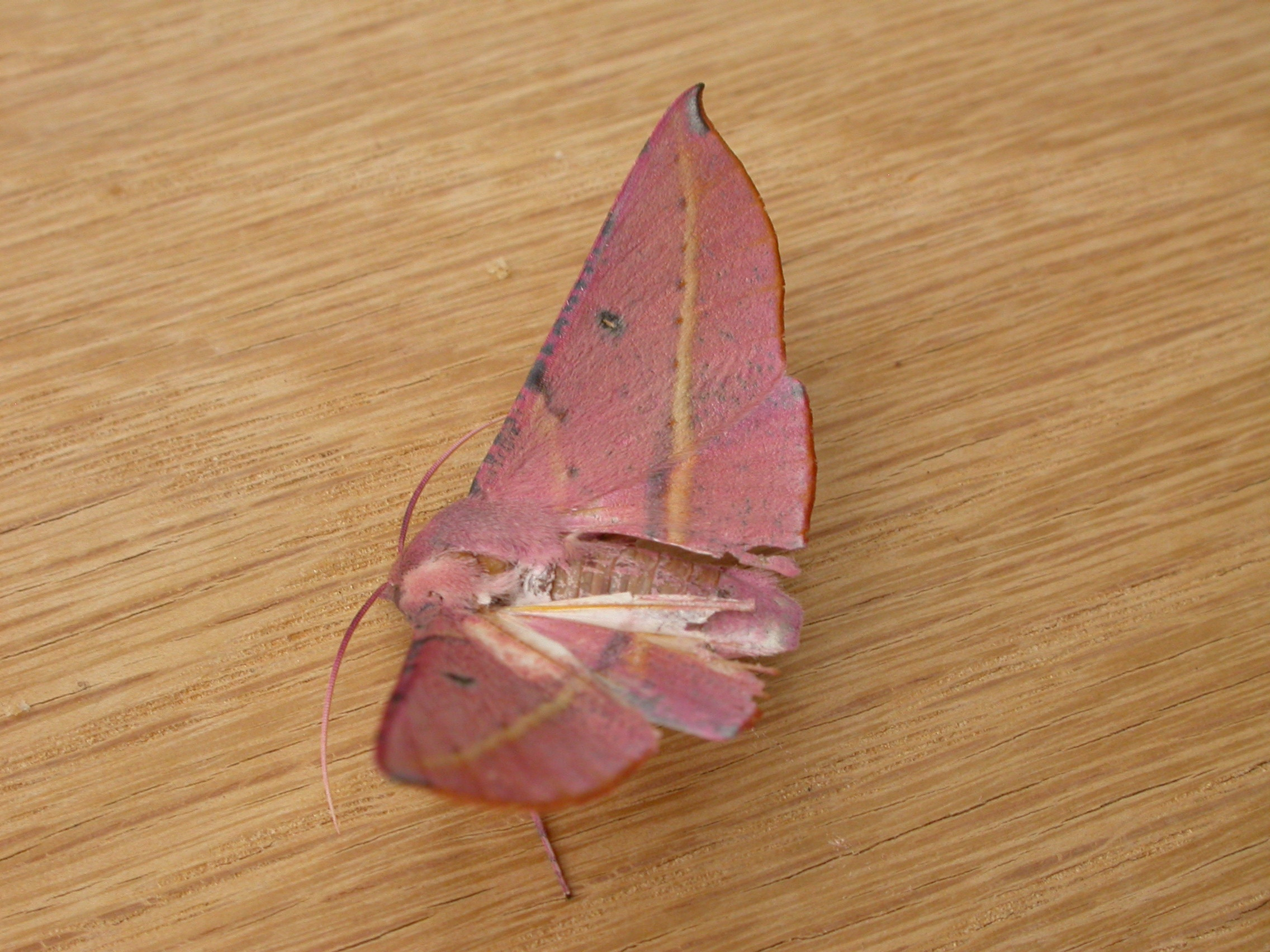